# Bodo
Pour la ville de Norvège, voir Bodø.
Pour les articles homonymes, voir Bodo (homonymie).
Le bodo est une langue tibéto-birmane de l’Inde. Elle est parlée par quelque 1 540 000 locuteurs répartis en Inde dans l'Assam, où elle a statut de langue officielle, côté rive sud du Brahmapoutre, au Bengale occidental, dans les districts de Darjeeling, Jalpaiguri et Cooch Behar, dans le district de Chandel au Manipur, dans le district des West Garo Hills au Meghalaya. Un groupe réduit de locuteurs, 3 300 personnes, vit au Népal.
Société patriarcale, les Bodo ont un système de cultures fondé sur de très longues périodes de jachère forestière. À l'époque du Raj britannique, les Bodo travaillent dans les plantations de thé de l'Assam. Des conflits ethniques opposent une partie des Bodo qui réclament un État indépendant et des villageois de religion musulmane.

## Prononciation
|          | Antérieures | Centrales | Postérieures |
| -------- | ----------- | --------- | ------------ |
| Fermées  | i           |           | ɯ u          |
| Moyennes | e           |           | ɔ            |
| Ouvertes |             | a         |              |

|            | Bilabiales | Bilabiales | Alvéolaires | Alvéolaires | alvéolo- palatales | alvéolo- palatales | Vélaires | Vélaires | Glottales | Glottales |
| ---------- | ---------- | ---------- | ----------- | ----------- | ------------------ | ------------------ | -------- | -------- | --------- | --------- |
| Occlusives | pʰ         | b          | tʰ          | d           |                    |                    | kʰ       | ɡ        |           |           |
| Nasales    | m          | m          | n           | n           |                    |                    | ŋ        | ŋ        |           |           |
| Fricatives |            |            |             |             | s                  | z                  |          |          | h         | h         |
| Battues    |            |            | ɾ           | ɾ           |                    |                    |          |          |           |           |
| Spirantes  | w          | w          | l           | l           | j                  | j                  |          |          |           |           |